# Elena Joan Guisset
Elena Joan Guisset (Palafrugell, 24 de gener de 1937), coneguda com a Elena Pollastre, és una empresària palafrugellenca. Va obrir el Supermercat Elena, un dels primers de Palafrugell, amb el seu marit Pere Oller Riembau. Van tenir dos fills, Xevi i Montse.
Amb 15 anys, va portar la parada del mercat que havia muntat la seva àvia, Carme Cabarroques (de cal Pollastre). A més, a casa seva tenien una botiga que venia diversos productes: carbó, blat de moro, pomes del ciri, bacallà, etc. De mica en mica, el negoci anà creixent: van començar matant i plomant pollastres en unes dependències de casa seva, que anaven adequant a les normatives, i després van passar a fer-ho a l'escorxador industrial i oficial. A més, van tenir fins a dotze treballadores, sobretot per la venda de pollastres a l'ast.
El 1976 el seu marit va deixar la lampisteria i el 9 de març van obrir el Supermercat Elena, al carrer de Pi i Margall. Va ser un dels primers supermercats de la vila. Hi venien bunyols, melmelades, paté, diferents plats i embotits. La parada del mercat va tancar el 1999 i el supermercat, el 2002.
El 2017 va protagonitzar el dossier «De pares a fills» de la revista Gavarres.